# 7906 Melanchton
7906 Melanchton è un asteroide della fascia principale. Scoperto nel 1960, presenta un'orbita caratterizzata da un semiasse maggiore pari a 3,0538352 UA e da un'eccentricità di 0,1448111, inclinata di 9,99083° rispetto all'eclittica.